# Miłostryj
Miłostryj – staropolskie imię męskie, złożone z członów Miło- ("miły") i -stryj ("stryj"). Może oznaczać "tego, który miłuje stryjów, krewniaków męskich od strony ojca".
Miłostryj imieniny obchodzi 16 marca.